# Cache (Utah)
Cache is een plaats (census-designated place) in de Amerikaanse staat Utah, en valt bestuurlijk gezien onder Cache County.

## Demografie
Bij de volkstelling in 2000 werd het aantal inwoners vastgesteld op 37.

## Geografie
Volgens het United States Census Bureau beslaat de plaats een oppervlakte van
15,6 km², waarvan 14,7 km² land en 0,9 km² water.

## Plaatsen in de nabije omgeving
De onderstaande figuur toont nabijgelegen plaatsen in een straal van 12 km rond Cache.